# Дестаљинизација
Дестаљинизација је процес елиминације култа личности Јосифа Васарионовича Стаљина и стаљинистичког политички систем, пре свега Гулага - система радних логора које је он створио предводећи Комунистичку партију Совјетског Савеза. 
Процес се касније проширио и на остале земље Источног блока. Огледало се пре свега у уклањању његових бисти и споменика, као и преименовање имена градова, знаменитости, улица, тргова и установа који су носили име по њему. 